# Autoritate părintească comună
Autoritatea părintească comună (numită și Autoritatea parentală comună) reprezintă o noțiune sub care este implementată Custodia comună în România, începând cu data de 1 octombrie 2011. Această instituție a autorității părintești comune a fost preluată din Codul Civil al provinciei canadiene Quebec, noțiunea existând și în Codul Civil Francez, Elvețian sau cel German . Noțiunea de autoritate părintească exercitată în comun apare, de altfel, în codurile civile ale majorității statelor din Europa sau pe continentul nord-american, apărând sub denumirea de custodie comună (joint custody)  sau responsabilitate părintească comună (joint parental responsibility) . Conform cu liniile directoare cu privire la pensia alimentară pentru copii, stabilite în anul 1997, guvernul federal al Canadei a definit custodia comună fizică ca fiind aranjamentul în care copilul are două locuințe și petrece cel puțin 40% din timp la cea de a doua locuință (sursa: ministerul justiției din Canada, 1997) .

## Autoritatea părintească în cazul divorțului sau separării părinților necăsătoriți
În funcție de legislația fiecărei țări, autoritatea părintească poate reveni după divorț unuia dintre părinți (cazul custodiei unice) sau ambilor părinți (cazul custodiei comune). 
În România, conform noului Cod Civil, după divorț, autoritatea părintească va reveni ambilor părinți, spre deosebire de vechiul cod civil în care autoritatea părintească era exercitată doar de părintele care primea încredințarea minorilor printr-o hotărâre judecătorească. Articolul 397 din Noul cod Civil instituie astfel prezumția de autoritate părintească comună

## Planul Parental
În cazul unui divorț sau separări a părinților planul parental reprezintă modalitatea prin care se implementează autoritatea parentală comună. În general instanța se așteaptă ca cei doi părinți să negocieze prevederile acestui plan parental datorită faptului că ambii părinți au drepturi egale cu privire la creșterea și educarea minorilor.

## Suportul Legal

### Suportul Legal în România
Pentru detalii vezi Titlul Autoritatea Părintească din iurispedia
| “                         | Articolul 397 Exercitarea autorității părintești de către ambii părinți. După divorț, autoritatea părintească revine în comun ambilor părinți, afară de cazul în care instanța decide altfel. | ” |
| — Codul Civil al României | |   |

### Principiile dreptului european al familiei
| “                                            | Principiul 3:10 Efectul divorțului sau separării Autoritatea părintească nu trebuie să fie afectată de desfacerea sau anularea căsătoriei sau a altei forme de relație și nici de separarea de iure sau de facto a părinților. | ” |
| — Principiile Dreptului European al Familiei | |   |

### Convenția Europeană a Drepturilor Omului
Pentru detalii vezi Convenția Europeană a Drepturilor Omului
| “ | Soții se bucură de egalitate în drepturi și în responsabilități cu caracter civil, între ei și în relațiile cu copiii lor în ceea ce privește căsătoria, pe durata căsătoriei și cu prilejul desfacerii acesteia. Prezentul articol nu împiedică Statele sa ia măsurile necesare în interesul copiilor.' | ” |
| — Articolul 5 - Egalitatea între soți - din Protocolul nr. 7 la Convenția pentru apărarea Drepturilor Omului și a Libertăților Fundamentale | |   |

### Conventia cu privire la drepturile copilului
| “ | Statele parti vor depune eforturi pentru asigurarea recunoașterii principiului potrivit căruia ambii părinți au responsabilități comune pentru creșterea și dezvoltarea copilului. Părinții sau, dupa caz, reprezentanții săi legali sunt principalii responsabili de creșterea și dezvoltarea copilului. Acestia trebuie să acționeze, în primul rand, în interesul suprem al copilului.' | ” |
| — ARTICOLUL 18 din Conventia cu privire la drepturile copilului, adoptata de Adunarea Generala a Organizatiei Natiunilor Unite la 20 noiembrie 1989. | |   |

### Codurile civile ale majorităților statelor civilizate
- Cod Civil Quebec Arhivat în 23 iulie 2012, la Wayback Machine. (sau aici)
- Cod Civil Italia Arhivat în 22 ianuarie 2010, la Wayback Machine.
- Cod Civil Elveția
- Cod Civil Franța
- Codul civil German (traducere în Engleză certificată de către Ministerul Justiției din Germania)

## Autoritatea părintească comună în Belgia și Franța
"Această noțiune poate fi definită ca autoritate aparținând atât tatălui, cât și mamei în vederea 
asigurării protecției copilului, părinții având îndatorirea de a educa un copil sănătos și de a-i dezvolta 
o conduită morală adecvată până la atingerea majoratului. Astfel, părinții au dreptul de a gestiona și 
folosi bunurile deținute de copii lor, acceptând, în schimb, responsabilitatea de a garanta educația și 
siguranța acestora. În cazul în care părintele/părinții copilului este/sunt găsit/ți vinovat/ți de comiterea 
unei crime sau a unui delict ce vizează sau implică copilul sau în caz de maltratare, doar un judecător 
poate decide decăderea acestuia/acestora din exercițiul drepturilor părintești. 
De regulă, dacă ambii părinți recunosc copilul la naștere, ei urmează să exercite în comun autoritatea 
părintească asupra acestuia. Indiferent de legislația în vigoare din țara de origine a dumneavoastră, 
în Franța autoritatea părintească se aplică în comun. În marea majoritate a cazurilor, divorțul nu are 
repercusiuni asupra autorității părintești, care rămâne a fi exercitată de către ambii părinți, excepție
făcând cazurile susmenționate (crimă sau maltratare a copilului)." 

## Hotărâri cu titlul de exemplu
1. Mediere la Oradea, urmată de decizia judecătorească[nefuncțională]
 (data: 2010.02.01) -- aranjament de tip custodie comună legală
2. Mediere în București urmată de tranzacție prin notariat[nefuncțională]
 (data: 2011.09.30) custodie comună fizică
3. Sentință nemediată, custodie comună legală acordată de judecătoria Oradea (2011.09.03)